# Anthurium panamense
Anthurium panamense är en kallaväxtart som beskrevs av Thomas Bernard Croat. Anthurium panamense ingår i släktet Anthurium och familjen kallaväxter. Inga underarter finns listade.